# 秦家上祠堂
秦家上祠堂位於重慶市忠縣洋渡鎮上祠村一組，文物遺址年代為明代、清代，2009年12月15日列為第二批重慶市文物保護單位。